# 博莱斯瓦夫·德雷韦克
博莱斯瓦夫·德雷韦克（波蘭語：Bolesław Drewek，1903年11月26日—1972年11月11日），波兰男子赛艇运动员。他曾代表波兰参加1928年夏季奥林匹克运动会赛艇比赛，获得男子四人单桨有舵手铜牌。